# Bandeira de Volgogrado

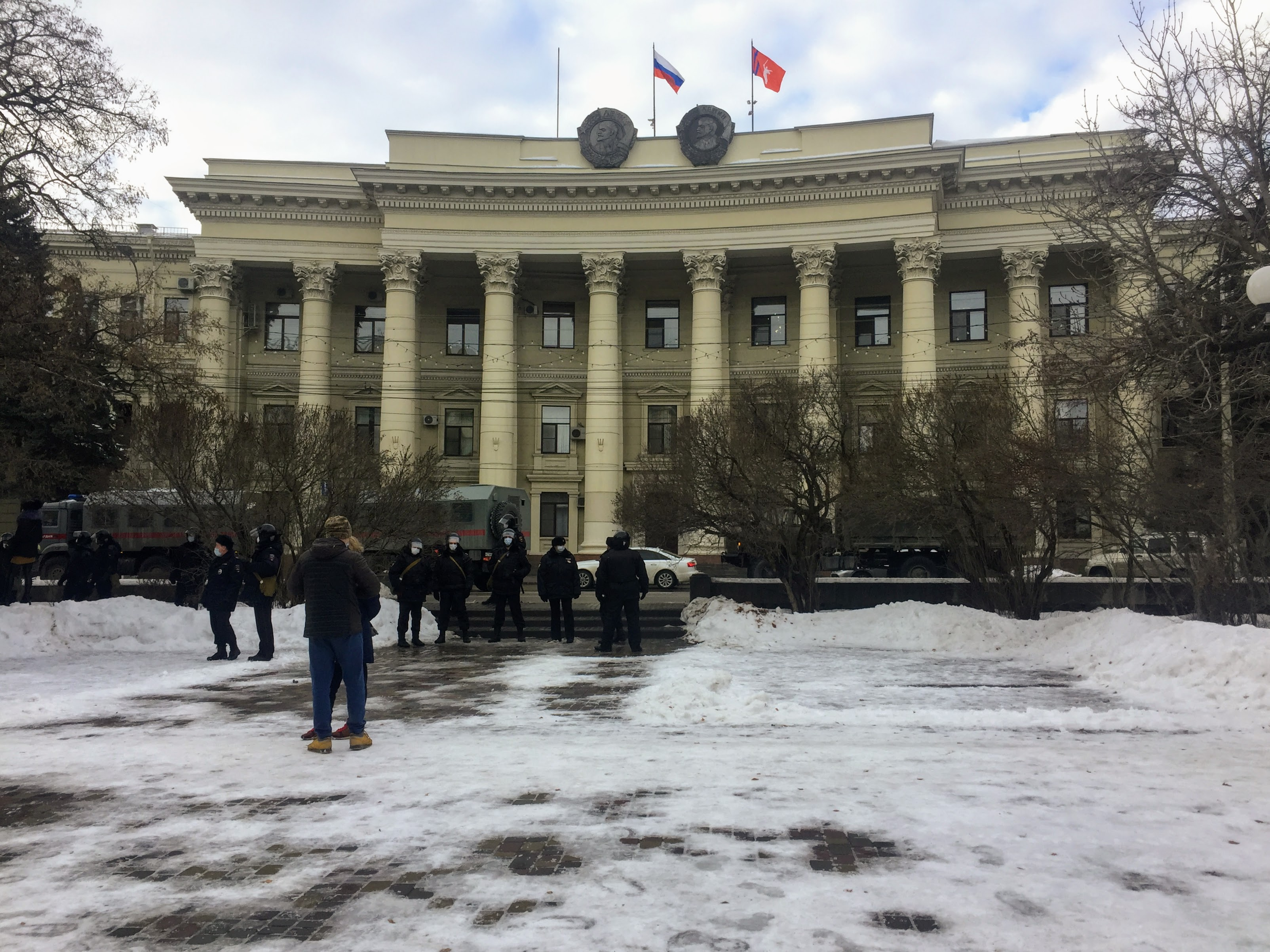
Foto da administração regional de Volgogrado

A Bandeira de Volgogrado é um dos símbolos oficiais do Oblast de Volgogrado, uma subdivisão da Federação Russa. Foi adotada em 18 de setembro de 2000.

## Descrição
Seu desenho consiste em um retângulo com proporção largura-comprimento de 2:3. Ao longo do mastro da bandeira existem duas faixas verticais azuis de mesma largura, cada uma tem 1/16 do comprimento total do pavilhão e estão separadas entre si, assim como do mastro, por faixas vermelhas de mesma largura (1/16). No meio do campo vermelho maior há uma imagem em branco e prata da "estátua da mãe-pátria", monumento que foi construído no topo da colina de Mamayev Kurgan, na cidade de Volgogrado, que é a capital do Oblast. A altura da figura é de três quartos da largura total da bandeira.

## Simbolismo
- As cores seguem o padrão da maioria dos países do leste europeu, de algumas bandeiras de outras subdivisões russas, assim como a própria Bandeira da Rússia, ou seja, usam as cores Pan-Eslavas que são o vermelho, o branco e o azul.
- A figura da estátua da Mãe Pátria é uma referência ao monumento comemorativo à Batalha de Stalingrado, importante evento histórico ocorrido no Oblast;[1]
- As listras azuis simbolizam os dois rios que fluem através da região, o Volga e o Don.[1]